# Murder on the Dancefloor
„Murder on the Dancefloor” este un cântec compus de Gregg Alexander și Sophie Ellis-Bextor, produs de Alexander și Matt Rowe pentru primul album al lui Ellis-Bextor, Read My Lips. După lansarea lui „Take Me Home” în august 2001, Ellis-Bextor si-a lansat cel mai bine vandut single în decembrie 2001.
Melodia a ajuns pe locul 2 în UK Singles Chart și a rămas în topuri timp de 23 de săptămâni. A intrat în top 10 în clasamente din întreaga lume, cu excepția celor din Statelor Unite, unde piesa nu a fost lansată în format fizic. A fost cea mai difuzată piesă în Europa în 2002.

## Coveruri
O versiune în chineză interpretată de cântăreața Kelly Chen intitulat "最愛你的是我" a fost produsă în 2003 și a fost inclusă pe albumul 心口不一.

## Clasamente și certificări
| Clasament (2001–2002)                | Poziție de vârf |
| ------------------------------------ | --------------- |
| Australia (ARIA)                     | 3               |
| Austria (Ö3 Austria Top 40)          | 10              |
| Belgia (Ultratop 50 Flanders)        | 18              |
| Belgia (Ultratop 50 Wallonia)        | 7               |
| Brazilia (ABPD)                      | 2               |
| Canada (Nielsen SoundScan)           | 5               |
| Danemarca (Tracklisten)              | 3               |
| Finlanda (Suomen virallinen lista)   | 15              |
| Franța (SNEP)                        | 5               |
| Germania (Media Control Charts)      | 11              |
| Ungaria (Rádiós Top 40)              | 2               |
| Ungaria (Single Top 20)              | 16              |
| Irlanda (IRMA)                       | 2               |
| Italia (FIMI)                        | 5               |
| Olanda (Dutch Top 40)                | 4               |
| Olanda (Single Top 100)              | 7               |
| Noua Zeelandă (Recorded Music NZ)    | 2               |
| Norvegia (VG-lista)                  | 2               |
| Polonia (ZPAV)                       | 1               |
| Romania (Romanian Top 100)           | 26              |
| Scoția (Official Charts Company)     | 2               |
| Suedia (Sverigetopplistan)           | 8               |
| Elveția (Schweizer Hitparade)        | 7               |
| UK Singles (Official Charts Company) | 2               |
| US Hot Dance Club Songs (Billboard)  | 26              |

| Regiune | Certificări | Vânzări  |
| --- | ----------- | -------- |
| Australia (ARIA) | Platină     | 70.000^  |
| Belgia (BEA) | Aur         | 25.000*  |
| Franța (SNEP) | Aur         | 250.000* |
| Regatul Unit (BPI) | Aur         | 400.000^ |
| *cifrele de vânzări sunt bazate pe un singur certificat ^cifrele cargo sunt bazate pe un singur certificat xcifrele nespecificate sunt bazate pe un singur certificat |             |          |

## Legături externe
- Versurile complete ale acestei piese pe MetroLyrics